# A mélység fantomja
A mélység fantomja (eredeti cím: Surface) egy 2005-2006-os szezonban készült amerikai filmsorozat. Összesen 15 részt élt meg. 2006. május 15-én az NBS hivatalosan is bejelentette a sorozat törlését.

## Áttekintés
|  | Alább a(z) A mélység fantomja cselekményének részletei következnek! |

Rutin merülés során az Északi-Csendes-óceánban a Kaliforniai oceanográfus Laura Daughtery (Lake Bell) a vízben egy ismeretlen életformával találkozik, az óceán alján pedig hatalmas krátereket talál. 
Miles Barnett (Carter Jenkins), egy észak-karolinai tinédzser, szemben találja magát ezzel a különös lénnyel, mikor az egyik éjszaka barátaival wakeboardozik. Eközben Richard Connelly (Jay R. Ferguson), a Louisianában élő férfi egy halászati út során elveszíti testvérét egy gyanús búvár balesetben, amikor egy lény magával rántja őt a mélybe, a Mexikói-öbölben.
A világ óceánjaiban furcsa dolgok történnek. Dél-Karolinában, egy ismeretlen élőlényt moss ki a víz egy nyilvános strandra. A kormány lezárja a környéket és kiüríti a lakosokat, azt állítva, hogy egy bálnát megölt a mérgezett víz.
Közben Daughtery kutatását kormányzati tisztviselők lefoglalják, ezért a titokzatos szerb tudós, Dr. Aleksander Cirko (Rade Šerbedžija) segítségével próbál szembeszállni velük. Miles kíváncsi, hogy mit látott, ezért visszatér oda, ahol először megpillantotta a lény. A víz felszínén több száz furcsa tojást talál. Egyet kihalászik, majd otthon az akváriumukba rakja. 
Connelly nem tud megbirkózni testvére eltűnésével, Dél-Karolinába utazik, hogy megnézze a lényt. Connelly mellett Daughtery is ugyanezt tervelte ki, mikor megpróbálnak a „bálnához” jutni, őrizetbe veszik őket.
Miles észreveszi, hogy az aranyhalai eltűntek az akváriumból és hogy a tojás kikelt. A lény kiszabadul és elég nagy problémákat okoz a számára. 
Daughtery és Connelly besurrannak a partra, és onnan egy nyálkahalat hoznak vissza, mivel az evett a lény teteméből. Miután visszatérnek Daughtery elküldi a hal gyomrában talált mintát vizsgálatra. 
Ahogy várják az eredményeket, ezek a furcsa lények a világ különböző részein bukkannak felszínre. Ez a három idegen talán rábukkant a legnagyobb titokra az emberiség történelmében.
A lény, ami kikelt a "tojásból", úgy tűnik, hogy egyfajta vízi gyík, esetleg egy Pliosaurus. Miles barátja Phil a Nimród nevet adja a lénynek, de legtöbbször csak Nim-nek szólítják.
Dr. Cirko felfedezi a lény eredetét, de mielőtt elmondhatta volna bárkinek, meggyilkolják. Segédje odaadja a kutatást a Daughtery és Connelly párosnak.
A többi epizódból megtudjuk, hogy Lee ügynök valójában egy klón, az egyik férfi klónja, aki az eredeti Kessler expedíción is részt vett. 
Miután néhány fiatal lény rátámad Milesra, később nála is kialakulnak a lények képességei. Nim begyógyítja a sebeit. 
A sorozat fináléban a lények tevékenységeik következtében a tengerfenéken okoznak egy hatalmas földrengést, amely cunami formájában veszélyezteti a lakosságot. 
A sorozat végén Miles találkozik a Laura és Rich párossal a kiürítés során. Az utolsó jelenetben Miles, Laura, Rich és Caitlin a templomtoronyba menekülnek a hullámok elől. A város minden része víz alá kerül.
|  | Itt a vége a cselekmény részletezésének! |

## Témák
A tv-sorozat magában foglalja a lehetséges következményeit a genetikai, és a modern biotechnológia kutatásainak. A sorozatban egy titkos biotechnológiai cég mesterséges organizmust hoz létre. Az egyik jelenetben az egyik a tudós felvételekor kiderül, hogy a cég Archaeopteryx megkövült maradványaiból egy élőt hozott létre, valamint, hogy ez a titkos társaság, már Dolly, az első klónozott bárány előtt 20 évvel ismerte a klónozást.

## Szereplők és karakterek
| Színész          | Szerep               | Magyar hang          | Megjegyzés                    |
| ---------------- | -------------------- | -------------------- | ----------------------------- |
| Lake Bell        | Laura Daughtery      | Kiss Virág Magdolna  | Tengerbiológus                |
| Jay R. Ferguson  | Richard Connelly     | Varga Rókus          | Biztosítási cég alkalmazottja |
| Carter Jenkins   | Miles James Barnett  | Kilényi Márk         | Középiskolás diák             |
| Ian Anthony Dale | Davis Lee            | Csík Csaba Krisztián | Kormány ügynök                |
| Rade Šerbedžija  | Dr. Aleksander Cirko | Papp János           | Evolúciós biológus            |
| Leighton Meester | Savannah Barnett     | Böhm Anita           | Miles testvére                |
| Eddie Hassell    | Phil Nance           | Szalay Csongor       | Miles legjobb barátja         |
| Linsey Godfrey   | Caitlin Blum         |                      | Miles barátnője               |
| Eric Ladin       | George Connelly      |                      | Rich testvére                 |
| Ric Reitz        | Ron Barnett          |                      | Miles apja                    |
| Louanne Cooper   | Sylvia Barnett       |                      | Miles anyja                   |
| Bobby Coleman    | Jesse                |                      | Laura fia                     |
| Connor Ross      | Zack                 |                      | Miles barátja                 |
| John Banks       | Greg                 |                      | Savannah barátja              |

## Epizódok
|     |                                                                              |                         |                       |                      | |  |  |
| 1.  | There's something strange going on in the world's oceans                     | Josh Pate Jonas Pate    | Josh Pate Jonas Pate  | 2005. szeptember 19. | Az emberek a világ minden táján egy furcsa új élőlényekkel találkoznak az óceánokban. Ezek között az emberek van Laura Daughtery, tengerbiológus és egyedülálló anya is. Richard Connelly, a Louisianai családos ember és Miles Bennett, egy tinédzser, aki megtalálja az egyik teremtmény tojásait. |  |  |
|     |                                                                              |                         |                       |                      | |  |  |
| 2.  | The mystery of the ocean is now on land                                      | Josh Pate               | Jeffrey Reiner        | 2005. szeptember 26. | Miután egy rejtélyes állatot fedeztek fel a Sullivan-sziget közelében, Laura és Rich ott kezdi el keresni a válaszokat, őrizetbe veszik őket kihallgatás céljából. Emellett egy tudós arca megsérül a lény boncolása során. Közben Miles úgy dönt, hogy a Nimród nevet adja az új teremtményének, aki Savannah medencés buliján elég nagy felfordulást okoz.                                                             |  |  |
|     |                                                                              |                         |                       |                      | |  |  |
| 3.  | Things are heating up under the ocean                                        | Jonas Pate              | Aaron Lipstadt        | 2005. október 3.     | Laura elveszíti munkáját. Rich testvére hangját kezdi hallani a vízben. Cirko és Lee megdöbbentő információt talál, miszerint a teremtmények a felelősek a globális felmelegedés ügyében. Miles rájön, hogy nem biztonságos Nimród számára a kert, mikor egy villám csap a búvóhelyébe. |  |  |
|     |                                                                              |                         |                       |                      | |  |  |
| 4.  | It is time to track these unidentified species                               | David Greenwalt         | Félix Enríquez Alcalá | 2005. október 10.    | Laura és Jackson a nyílt tengerre hajózik, ahol egy GPS-készülékkel megpróbálják megjelölni az egyik teremtményt. Rich megszállottja lesz testvére halálának. Eközben Lee megpróbál beszélni Cirko-val, aki tájékoztatja őt, hogy az új fajt rendkívül veszélyes. |  |  |
|     |                                                                              |                         |                       |                      | |  |  |
| 5.  | Who turned out the lights                                                    | Jason Cahill            | Jeff Woolnough        | 2005. október 17.    | Laura és Richard sikerrel járnak, a GPS készülék követik a lényt. Cirko és Lee kéri Laurát, hogy csatlakozzon hozzájuk. Eközben Miles és Phil Nimród megtartásáért küzdenek. |  |  |
|     |                                                                              |                         |                       |                      | |  |  |
| 6.  | Another one bites the dust                                                   | Josh Pate               | Sergio Mimica-Gezzan  | 2005. október 24.    | Cirko élete veszélyben van, miután felfedezi az eredetét az új fajnak. Laura és Rich kezdik félteni saját biztonságukat. Miles szülei észreveszik, hogy ő titokban egy állatot tart. |  |  |
|     |                                                                              |                         |                       |                      | |  |  |
| 7.  | On the run                                                                   | Chip Johannessen        | Rick Wallace          | 2005. november 7.    | Laura és Rich a nő otthonát feldúlva találják. Miles összeütközésbe kerül a törvénnyel, mikor Nimród megmentése érdekében ellop egy autót. |  |  |
|     |                                                                              |                         |                       |                      | |  |  |
| 8.  | Submersible Setback                                                          | Dan Dworkin Jay Beattie | John Behring          | 2005. november 14.   | Jackson segít Laura és Rich párosnak egy szerkezetet építeni melynek segítségével le tudnak majd merülni az óceán fenekére. Miles büntetésként a kocsi lopásért közmunkát végez. |  |  |
|     |                                                                              |                         |                       |                      | |  |  |
| 9.  | Race against time                                                            | Thomas Wheeler          | Bill Eagles           | 2005. november 21.   | Laura és Rich az óceán fenekén ragadnak. Miles aggódik Nimród miatt, amikor meghallja, hogy a tengeri kikötőkben ezek a lények megtámadtak valakit. Phil megkeresni Nimródot, közben Milest több helyen is megharapják a vízben. |  |  |
|     |                                                                              |                         |                       |                      | |  |  |
| 10. | Laura and Rich return from plunge to the ocean floor – with no boat in sight | Darcy Meyers            | Jeffrey Reiner        | 2005. november 28.   | Laura és Rich elhagyják az óceán fenekén, és visszatérnek a felszínre, ahol rájönnek, hogy Jackson elment. Egy süllyedő tutajon csapdába esnek. Közben Savannah azt gyanítja, hogy Nimród felelős Miles sebeiért. A fiú közben meghal, aztán Nimród váratlanul meggyógyítja, de az egyik biztonsági őr megöli a lényt.                                                                                                   |  |  |
|     |                                                                              |                         |                       |                      | |  |  |
| 11. | The story's out                                                              | Jay Beattie Dan Dworkin | Michael Robison       | 2006. január 2.      | Rich és Laura kiosonnak a kórházból, majd a lényekről készített felvételeket elkezdik terjeszteni az interneten és a televízióban. Eközben, Miles szomorkodik és arra kényszerül, hogy Nimródot feláldozza a tudománynak. A lény azonban tüsszent a boncolás alatt és rájönnek, hogy még él. |  |  |
|     |                                                                              |                         |                       |                      | |  |  |
| 12. | Fugitives on the run                                                         | Chip Johannessen        | Marita Grabiak        | 2006. január 9.      | Laura és Rich szökevényekké válnak. Míg rejtőzködnek, Laurát egy bizarr titokzatos személy keresi fel az interneten keresztül és azt állítja, hogy információi vannak a lények eredetéről. Eközben, Miles és Caitlin egy tábortűzhöz mennek le a strandra, ahol két barátja rejtélyes körülmények között eltűnik úszás közben.                                                                                           |  |  |
|     |                                                                              |                         |                       |                      | |  |  |
| 13. | Experiment gone awry                                                         | Jonas Pate              | Brad Anderson         | 2006. január 23.     | Miután Laura megtudta, hogy a világ legjobb tudósai hozták létre az új fajt, elkábítják őt. Rich megy a segítségére. Attól tartva, a világnak vége, Laura és Rich eltökélt szándéka lesz, hogy megtalálják a titokzatos vállalatot, akik finanszírozták a kutatásokat. Felfedeznek egy elhagyott laboratóriumot az út mentén. Eközben, Miles csatlakozik az akváriumi dolgozókhoz, hogy megtalálják a tojásokat a vízen. |  |  |
|     |                                                                              |                         |                       |                      | |  |  |
| 14. | Fears are rising                                                             | Jay Beattie Dan Dworkin | Jean de Segonzac      | 2006. január 30.     | A szálak összefutnak. Rich és Laura elrabolja Lee ügynököt. Miles hazatér a tengerparti összecsapás után. A zaklatott Laura hazautazik, hogy meglátogassa fiát, de Lee és bandája letartóztatja. Iderdex laborban Rich-et is elkapják. Lee elengedi Laurát. Utóhatásaként Milesra és családjára dühös városiak támadnak. A rádió kiad egy közleményt miszerint cunami várható.                                           |  |  |
|     |                                                                              |                         |                       |                      | |  |  |
| 15. | Who will be left behind?                                                     | Josh Pate               | Jeffrey Reiner        | 2006. február 6.     | A szökőár közeledik a part felé, a lakosokat kiürítik. Rich csapdába esett a laborban, miután egy rejtélyes képet talál az eltűnt Jackson-ról a számítógépen. Laura megmenti a férfit. Ugyanakkor, Caitlin megsérül és nem éri el a kompot, ami elszállítja az embereket. Miles a keresésére indul. A cunami pedig gyorsan közeledik.                                                                                    |  |  |
|     |                                                                              |                         |                       |                      | |  |  |

## DVD kiadások
2006. május 1-jén bejelentette a Universal Studios Home Entertainment, hogy a Surface – Season One 2006. augusztus 15-én jelenik meg Amerikában. A végleges kiadás azonban Surface: The Complete Series címmel került a boltokba. A teljes sorozat 2007. április 4-én jelent meg Ausztráliában. A magyar megjelenésről egyelőre nincsen információnk.
| DVD neve         | 1 regió             | 2 régió           | 4 régió          |
| ---------------- | ------------------- | ----------------- | ---------------- |
| A teljes sorozat | 2006. augusztus 15. | 2007. március 26. | 2007. április 4. |

## Fordítás
- Ez a szócikk részben vagy egészben  a   Surface (TV series) című angol Wikipédia-szócikk fordításán alapul.  Az eredeti cikk szerkesztőit annak laptörténete sorolja fel. Ez a jelzés csupán a megfogalmazás eredetét és a szerzői jogokat jelzi, nem szolgál a cikkben szereplő információk forrásmegjelöléseként.